# 九时经
九时经为日课经的一部分。九时经为罗马人的九点，是修士们祈祷的时刻。通常为下午的三点。这时的祈祷主要纪念耶稣在十字架上死亡的那一刻。
按照古罗马的传统礼仪，这时的祈祷应该由一首赞歌、三首圣诗（或几节圣诗）、一段简短的圣书阅读、一段经文和一段祷告组成。